# Грегор Дофмейстер
Грегор Дофмейстер (нім. Gregor Dorfmeister; нар. 7 березня 1929, Тайльфінген, Веймарська республіка — пом. 4 лютого 2018, Бад-Тельц, Німеччина) — німецький журналіст і письменник. Під псевдонімом Манфред Грегор (нім. Manfred Gregor) опублікував три романи.
Широкій публіці найбільш відомий його дебютний роман «Міст», згодом екранізований у 1959 та 2008 роках. Екранізація 1959 року отримала нагороду «Золотий глобус» як «Найкращий іноземний фільм» та номінацію на премію «Оскар» в однойменній категорії. Наступний роман, «Вирок» (нім. Das Urteil), набув певної популярності у США, де його екранізували у 1961 році.

## Біографія
Грегор Дофмейстер народився 7 березня 1929 року у Тайльфінгені (нині один з районів Альбштадта) та був молодшим із трьох хлопчиків у сім'ї. Виріс і здобув початкову освіту у Бад-Тельці. Був членом гітлер'югенда.

### Наприкінці війни
У ніч проти 1 травня 1945 року, як член народного ополчення, 16-річний Грегор Дофмейстер у компанії ще сімох школярів опинився на лінії фронту, отримавши наказ тримати оборону невеликого мосту через Лойзах під Бад-Гайльбрунном, який не мав стратегічного значення. Обставини, однак, склалися таким чином, що американські танки висунулися саме до цього мосту. Зустрівши опір і втративши один танк, американці відвели техніку та передали ініціативу штурмової авіації. Двох захисників мосту вбили, серед інших почалася паніка, позиція була залишена. П'ятеро тих, хто залишився живим, серед яких був Дофмейстер, переслідувані штурмовиками, кинулися тікати у бік Бад-Тельця. Дістатися лісу зуміли лише троє.
Військова поліція, яка тим часом проводила евакуацію, доручила юнакам, що вижили, нове завдання: зайняти кулеметні гнізда мосту через Ізар, затримуючи тим самим наступ. На зроблену ближче до ночі пропозицію Грегора Дофмейстера залишити позицію та припинити безглуздий опір двоє підлітків відповіли відмовою. Дофмейстер дезертував сам, обмінявши у місті форму на цивільний одяг. Вночі міст узяли. Повернувшись вранці до мосту, Дофмейстер виявив двох хлопчаків, які залишилися, вбитими. Юнак став свідком, як незнайома жінка плюнула на мертві тіла, висловлюючи тим самим протест затягування кінця війни. За власним зізнанням побачене послужило приводом для написання дебютного роману, в якому він спробував пояснити, що рухало школярами, які самовіддано тримали оборону мосту в той час, коли регулярна армія вже відступила.

### Подальше життя
За словами Грегора Дофмейстера, пережиті події, особливо картина охопленого полум'ям американського солдата, який намагався врятуватися з підбитого ними танка, змінив його світогляд, перетворивши на пацифіста. У 1946 році він закінчив середню школу та вступив на роботу в будівельну компанію, потім працював у сфері деревообробної промисловості. З 1948 року вивчав драматургію, журналістику та філософію у Мюнхенському університеті. У ці роки проходив стажування у місцевій газеті. З 1954 року працював позаштатним редактором над виданням «Münchner Merkur» (Тегернзе), у 1957 році перебрався у Місбах, у 1960 році повернувся в Бад-Тельц. З 1962 року очолював місцеву газету «Tölzer Courier», вікна редакції якої виходили на міст через Ізар.
Крім своєї професійної діяльності, Дофмейстер також займався проблемами людей з обмеженими можливостями, з 1981 до 1997 рік очолював окружну асоціацію допомоги інвалідам. У 1981 році його нагородили орденом «За заслуги перед Федеративною Республікою Німеччина». У 1998 році отримав медаль Ізар-Лойзах на знак особливої поваги адміністрацією району Бад-Тельц-Вольфратсгаузен.
Помер у Бад-Тельці 4 лютого 2018.

## Творчість
Грегор Дофмейстер під псевдонімом Манфред Грегор опублікував три романи.

### «Міст»
У написаному за 14 ночей дебютному напівавтобіографічному романі «Міст» (нім. Die Brücke, 1958) автор описує безглузду оборону мосту юними бійцями народної армії від американських частин. Шестеро хлопчиків у романі гинуть, виживає лише один. Книга побачила світ за результатами конкурсу творів авторів-початківців, проведеного видавництвом Kurt Desch. У Німеччині та на міжнародному рівні твір згодом мав великий успіх, його переклали більш ніж 20 мовами, загальний тираж перевищив мільйон екземплярів.
Радянський літературознавець Павло Топер у передмові до опублікованого роману висловив думку, що з поміж інших німецьких творів про Другу світову книгу відрізняє насамперед факт її написання не з позиції «внутрішньо незгодних» з ідеями Рейха. Топер також вважав, що основний смисл книги зводиться до «нагадування про минулий злочин, про загрозу нового» і книга тим часом «ратує проти воєн». Рецензент видання «Кіркус рев'ю» також відзначив глибину роману, порівнюючи його з іншими перекладеними англійською післявоєнними німецькими творами.
Право на екранізацію у Грегора Дофмейстера викупили за кілька тисяч марок, і у 1959 році світ побачив однойменний фільм, режисера Бернгарда Вікі. Автор роману брав безпосередню участь у роботі над сценарієм. Картина вважається класикою антивоєнного кіно. Крім серії нагород на місцевих кінофестивалях, екранізація відзначена премією «Золотий глобус» у номінації «Найкращий іноземний фільм», а також номінацією на премію «Оскар» в однойменній категорії.
У 2008 році канал ProSieben створив під керівництвом режисера Вольфганга Панцера телевізійну адаптацію, одну з ролей в якій виконала акторка Франка Потенте.

### Наступні романи
У 1960 році з друку вийшов другий роман — «Вирок» (нім. Das Urteil), який розповідає про кримінальне переслідування бійця американських окупаційних сил за зґвалтування дівчинки, скоєне ним у невеликому містечку на півдні Німеччини. У 1961 році режисер Готфрід Рейнгарт екранізував книгу, робота отримала назву «Місто без жалості». Одну з ролей у фільмі виконав Кірк Дуглас, а в саундтреку пролунала однойменна екранізації пісня, що сама стала у подальшому хітом і після виконувалася Джином Пітні та Ронні Монтроузом. Версія запису Пітні використали у картині Джона Вотерса 1988 року «Лак для волосся». Фільм «Місто без жалості» відзначили премією «Золотий глобус» у номінації за найкращу пісню, а також акторка Крістіна Кауфман стала лауреатом у категорії «найкращий дебют акторки».
Останній роман Грегора Дофмейстера «Штрассе» (нім. Die Straße) вийшов друком у 1961 році. У ньому автор розповідає про групу молодих людей, чия внутрішня порожнеча та відсутність життєвих цілей призводить до скоєння ними злочину. Обидва романи значно поступаються популярністю дебютного, на думку П. Топера вони мають низьку художню цінність.